# Índex Simplificat de la Qualitat de l'Aigua
L'Índex Simplificat de la Qualitat de l'Aigua (ISQA) és un índex fisicoquímic usat per avaluar la qualitat de l'aigua, no només la quantitat de contaminants presents, sinó també a altres valors que poden afectar els éssers vius que hi viuen. S'estableix a partir de cinc paràmetres, segons la fórmula següent:
ISQA = f(T)*(f(A)+f(B)+f(C)+f(D))
Les incògnites són:
- T = temperatura de l'aigua
- A = oxidabilitat del permanganat
- B = matèria en suspensió
- C = l'oxigen dissolt
- D = conductivitat elèctrica

L'Índex, emprat a Catalunya, fou establert per Ramon Queralt el 1982. Té el gran avantatge d'utilitzar només cinc paràmetres, que són de determinació senzilla i econòmica. La seva escala oscil·la entre 0 i 100 essent 0 una aigua pèssima i 100 una aigua excel·lent. Tanmateix, però, no contempla nutrients ni tòxics, i l'augment natural de sòlids en suspensió en fa descendir notablement el valor.